# Mycena citricolor
Mycena citricolor é uma espécie de cogumelo bioluminescente da família Mycenaceae. Provoca doenças em folhas de café.